# Esqueiros
Esqueiros ist ein Ort und eine ehemalige Gemeinde (Freguesia) im Norden Portugals.
Esqueiros gehört zum Kreis Vila Verde im Distrikt Braga. Die Gemeinde hatte eine Fläche von 1,9 km² und 490 Einwohner (Stand 30. Juni 2011).
Am 29. September 2013 wurden die Gemeinden Esqueiros, Nevogilde und Travassós zur neuen Gemeinde União das Freguesias de Esqueiros, Nevogilde e Travassós zusammengeschlossen.